# Miguel Manchado García
Miguel Manchado García (Palencia,  5 de diciembre de 1925-Murcia, 7 de abril de 2010) fue un militar español, coronel de la Guardia Civil, que participó en el golpe de Estado en España de 1981.

## Biografía
Ingresó en la Guardia Civil en 1945. 
Durante el golpe de Estado del 23 de febrero de 1981 tenía el rango de coronel y destinado en el Parque de Automovilismo de Madrid como responsable de la Unidad de Tráfico. Proporcionó al teniente coronel Antonio Tejero seis conductores para recoger los autobuses que había comprado en Fuenlabrada, para poder trasladar a las fuerzas hasta el Congreso de los Diputados, y arengó a la II Compañía, a los que dijo necesitar voluntarios para «prestar un servicio a España, la Corona y la democracia».